# Хипокриси
Hypocrisy е дет метъл група, основана през 1990 година в Лудвика, Швеция от Петер Тегтгрен (вокали, китара, синтезатор). Другите членове са Микаел Хедлунд (бас китара) и барабанистът Хорг. Към 2007 г. групата е издала 10 студийни албума.

## История
През годините традиционното дет метъл звучене се развива в по-мелодична посока, което е повлияно от работата на Тегтгрен по други соло проекти и като продуцент на множество групи от скандинавската метъл сцена. Тематиката на текстовете, които в началото са анти-християнски и сатанистки, с годините се измества към паранормални явления и похищения от извънземни същества.
Албума на Hipocrisy, който излиза през 2005 г. – „Virus“ представлява своеобразно връщане към дет метъл корените, както по отношение на звука, така и по отношение на текстовете, посветени на неща като лудостта, насилието, войната, пристрастяването към наркотици и емоционални проблеми.
През май 2008 г., те преиздават албума си „Catch 22“ именно за да подобрят самото звучене. Албумът им „A Taste of Extreme Divinity“ излиза през октомври 2009 г. и става 11-ият им студиен албум.

## Дискография
Албуми
- Penetralia (1992)
- Osculum Obscenum (1993)
- The Fourth Dimension (1994)
- Abducted (1996)
- The Final Chapter (1997)
- Hypocrisy (1999)
- Into the Abyss (2000)
- Catch 22 (2002)
- The Arrival (2004)
- Virus (2005)
- Catch 22 (V2.0.08) (2008)
- A Taste of Extreme Divinity (2009)
- End of Disclosure (2013)
- Worship (2021)

EP-та
- Pleasure of Molestation (1993)
- Inferior Devoties (1994)
- Maximum Abduction (1996)
- Too Drunk to Fuck (2013)

Компилации
- 10 Years of Chaos and Confusion (2001)
- 20 Years of Chaos and Confusion (2011)

Албуми на живо
- Hypocrisy Destroys Wacken (1999)

Сингли
- Carved Up (1996)